# Chloor-37
Chloor-37 of 37Cl is een stabiele isotoop van chloor, een halogeen. Het is een van de twee op Aarde voorkomende isotopen van het element, naast chloor-35 (eveneens stabiel). Van de radio-isotoop chloor-36 komen op Aarde sporen voor. De abundantie van chloor-37 op Aarde bedraagt 24,22%.
Chloor-37 ontstaat onder meer bij het radioactief verval van zwavel-37 en argon-37.

## Toepassingen
Een van de belangrijke historische toepassingen van chloor-37 is de radiochemische detectie van neutrino's (afkomstig van de zon), zoals in het Homestake-experiment van Raymond Davis Jr. en John Bahcall. Door absorptie van een elektron-neutrino ontstaat namelijk argon-37 en een elektron:
{\displaystyle {\ce {{^{37}_{17}Cl}+{\nu _{e}}->{^{37}_{18}Ar}+e^{-}}}}
De isotoop argon-37 is radioactief en vervalt door elektronenvangst opnieuw tot chloor-37:
{\displaystyle {\ce {{^{37}_{18}Ar}+{e^{-}}->{^{37}_{17}Cl}+{\nu }_{e}}}}
De halveringstijd van dit verval bedraagt iets meer dan 35 dagen. Het elektron dat gecapteerd wordt is een Auger-elektron, dat met spectroscopische technieken kan worden gedetecteerd.
28Cl · 29Cl · 30Cl · 31Cl · 32Cl · 33Cl · 34Cl · 34mCl · 35Cl · 36Cl · 37Cl · 38Cl · 38mCl · 39Cl · 40Cl · 41Cl · 42Cl · 43Cl · 44Cl · 45Cl · 46Cl · 47Cl · 48Cl · 49Cl · 50Cl · 51Cl